# Rymosia parvicauda
Rymosia parvicauda is een muggensoort uit de familie van de paddenstoelmuggen (Mycetophilidae). De wetenschappelijke naam van de soort is voor het eerst geldig gepubliceerd in 1928 door Van Duzee.